# 治安作戦中央部隊
治安作戦中央部隊（イタリア語: Nucleo Operativo Centrale di Sicurezza、略称NOCS）は、イタリア国家警察の対テロ特殊部隊。

## 概要

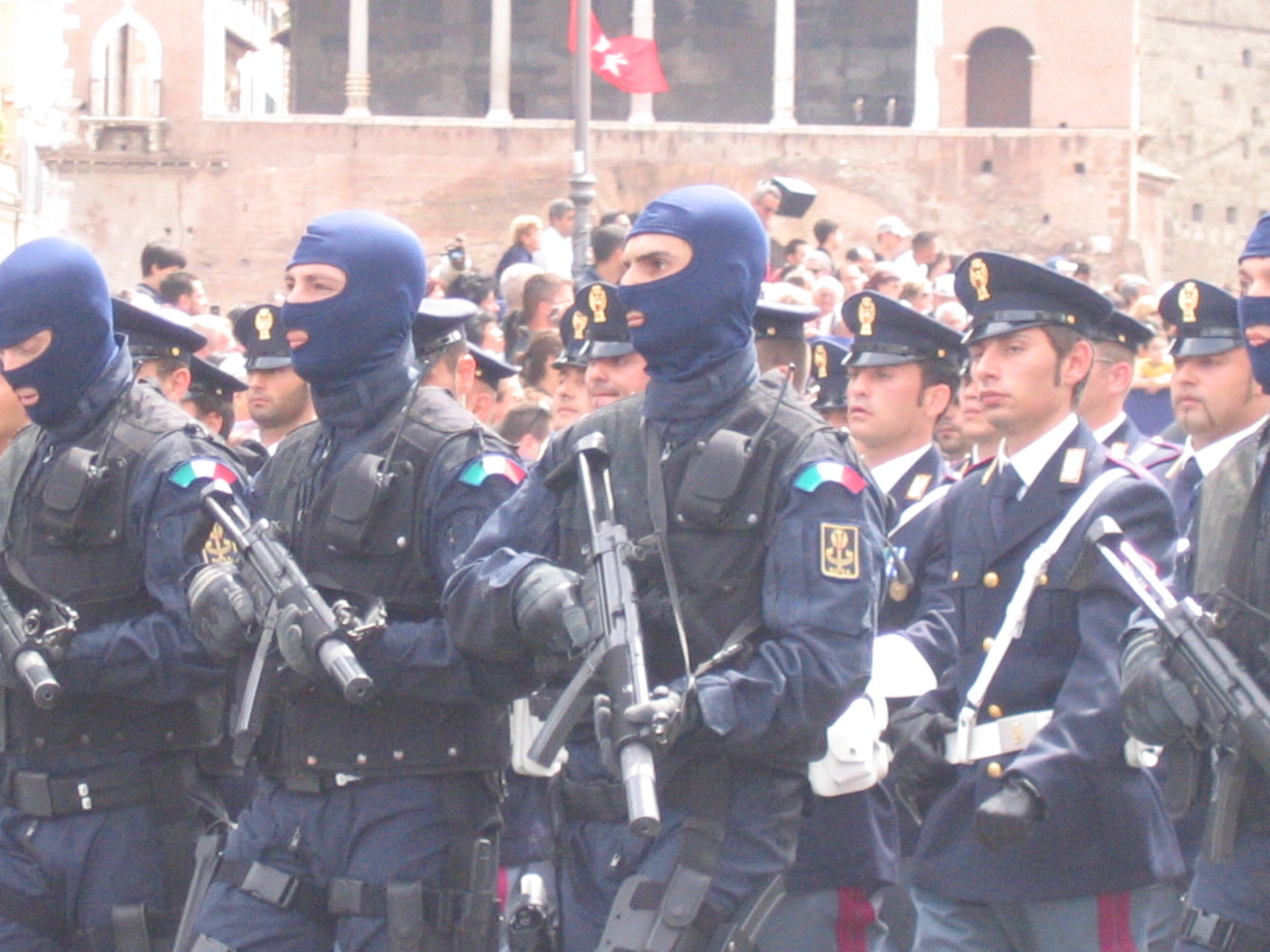
NOCSの隊員

NOCSの前身となった部隊は1974年に設立された対テロ組織"Gold Flames"である。NOCSは1978年に左翼テロ組織赤い旅団が起こしたアルド・モーロ元首相誘拐暗殺事件を教訓として、Gold Flamesを再編成する形で創設された。1980年代以降はイタリア警察による赤い旅団の摘発作戦に参加し、最終的に同組織を壊滅に追い込んだ。
国外での軍事的作戦も実施する憲兵隊（カラビニエリ）の特殊介入部隊(GIS)と異なり、NOCSの活動地域は国内に限定されている。
部隊の標語は「Sicut Nox Silentes（夜のように静寂）」で、隊員は50人程度。また、NOCSは「レザーヘッド」という通称名で呼ばれている。これはNOCSの隊員が部隊創設時に、突入や訓練で革製のヘルメットを使用していたことに由来する。
NOCSの隊員はベレッタM92F、PX4、Glock 17などの拳銃や、H&K MP5、MP7サブマシンガンの他、自動小銃や狙撃銃などを装備している。
またNOCSはアメリカ連邦捜査局のHRT、ドイツ連邦警察のGSG-9、州警察のSEK、フランス警察のRAID、日本警察のSATなど、各国の特殊部隊と合同訓練を実施している。

## 出動したとされる主な任務
- ジェームス・ドジャー准将救出作戦(1982年)
- 赤い旅団への対テロ作戦(1980年代)

## 登場作品
- GUNSLINGER GIRL - 日本の漫画、アニメーション作品。最古参の義体担当官マルコー・トーニは元治安作戦中央部隊員という設定。